# Dansby Swanson
James Dansby Swanson (né le 11 février 1994 à Kennesaw, Géorgie, États-Unis) est un joueur d'arrêt-court de baseball qui évolue avec les Cubs de Chicago de la Ligue majeure de baseball.

## Carrière
Joueur de l'école secondaire de Marietta, en Géorgie, Dansby Swanson est une première fois repêché en juin 2012 par les Rockies du Colorado, qui le sélectionnent au 38e tour. Swanson ignore cependant la proposition et s'enrôle chez les Commodores de l'université Vanderbilt, dans le Tennessee. À sa première année d'université, il est limité à 11 matchs des Commodores : après avoir raté 6 semaines après s'être cassé un os du pied, une blessure au ligament de l'épaule gauche le met hors du jeu pour le reste de l'année, et il subit une intervention chirurgicale pour ce dernier problème durant la morte-saison. En juin 2014, il aide Vanderbilt à remporter les College World Series sur les Cavaliers de la Virginie et est nommé meilleur joueur de la compétition grâce à une moyenne au bâton de ,323 et un jeu défensif exceptionnel au deuxième but. Swanson délaisse le deuxième but pour le poste d'arrêt-court à sa 3e année d'université.
Dansby Swanson est le premier joueur sélectionné par une équipe de la Ligue majeure de baseball au repêchage 2015 des joueurs amateurs. En vertu de leur dernière position au classement durant la saison 2014 des ligues majeures, les Diamondbacks de l'Arizona le réclament à la séance de repêchage du 8 juillet 2015 et, le 17 juillet suivant, annoncent la signature de son premier contrat professionnel. Swanson perçoit une prime à la signature de 6,5 millions de dollars. Il s'agit alors du 6e plus important bonus accordé à un choix de repêchage par un club du baseball majeur. Swanson et Alex Bregman, réclamé tout juste après lui par les Astros de Houston, sont les premiers joueurs d'arrêt-court à être réclamé aux deux premiers rangs d'un repêchage amateur du baseball majeur depuis Shawon Dunston des Cubs de Chicago et Augie Schmidt des Blue Jays de Toronto en 1982,.
Swanson amorce sa carrière professionnelle en 2015 et dispute 22 matchs pour les Hops de Hillsboro, un club de niveau A- des ligues mineures affilié aux Diamondbacks.
Dansby Swanson change de club le 9 décembre 2015 lors d'un échange de joueurs entre les Diamondbacks de l'Arizona et les Braves d'Atlanta. Avec le voltigeur Ender Inciarte et le lanceur droitier des ligues mineures Aaron Blair, Swanson est transféré aux Braves, alors que les Diamondbacks acquièrent le lanceur partant droitier Shelby Miller et le lanceur gaucher des mineures Gabe Speier. C'est la troisième fois de l'histoire que le tout premier joueur choisi dans une séance de repêchage est échangé à une autre équipe avant ses débuts dans le baseball majeur, après Shawn Abner (premier choix des Mets de New York en 1984, échangé aux Padres de San Diego en 1986) et Adrian Gonzalez (premier choix des Marlins de la Floride en 2000, échangé aux Rangers du Texas en 2003).

## Vie privée
Dansby Swansson est en couple depuis décembre 2017 avec la joueuse de football Mallory Pugh.